# جوزيف هنري هام
جوزيف هنري هام هو سياسي كندي، ولد في 24 مارس 1867 في برانتفورد في كندا، وتوفي بنفس المكان في 20 يناير 1925. حزبياً، نشط في الحزب الليبرالي في أونتاريو ‏. وقد انتخب عضو برلمان مقاطعة أونتاريو.